# سياوسي سوفاليني
سياوسي سوفاليني (من مواليد 28 فبراير 1970) سياسي تونغي ووزير في مجلس الوزراء وعضو في الجمعية التشريعية لتونغا شغل منصب رئيس وزراء تونغا من عام 2021 حتى استقالته في ديسمبر 2024. من 2014 إلى 2017 كان نائب رئيس وزراء تونغا.

## النشأة
تلقى تعليمه في جامعة أوكلاند في نيوزيلندا، وتخرج بدرجة بكالوريوس العلوم في علوم الكمبيوتر في عام 1992. حصل بعد ذلك على درجة الماجستير من جامعة أكسفورد، وماجستير إدارة الأعمال من جامعة جنوب المحيط الهادئ في سوفا فيجي. عمل كموظف عام في وزارة المالية في تونغا من عام 1996 إلى عام 2010، قبل أن يعمل في مجتمع المحيط الهادئ وبنك التنمية الآسيوي. عاد إلى تونغا في عام 2013 ليعمل كرئيس تنفيذي في وزارة المؤسسات العامة.

## الحياة السياسية
تم انتخاب سوفاليني لأول مرة للبرلمان في الانتخابات العامة لعام 2014 في تونغا، وتم تعيينه نائبًا لرئيس الوزراء ووزير البيئة والاتصالات في حكومة أكيليسي بوهيفا. كوزير للاتصالات دفع بمشروعي قانون يسمحان بالرقابة على الإنترنت في 2015.
في سبتمبر 2017 أُقيل بسبب عدم ولائه لدعمه قرار الملك توبو السادس بإقالة رئيس الوزراء وحل البرلمان والدعوة إلى انتخابات جديدة. خاض الانتخابات العامة لعام 2017 في تونغا وأعيد انتخابه نائبًا وحيدًا من خارج الحزب الديمقراطي للجزر الصديقة في تونغاتابو. تنافس في وقت لاحق على رئاسة الوزراء مع بوهيفا، لكنه هزم بأغلبية 12 صوتًا مقابل 14.
أعيد انتخابه في انتخابات 2021 مع حصوله على أكبر عدد من الأصوات لجميع المرشحين لأي مقعد. في مفاوضات ما بعد الانتخابات برز كواحد من اثنين من المتنافسين الرئيسيين على رئاسة الوزراء إلى جانب أيساكي إيكي. في 15 ديسمبر 2021 تم انتخابه رئيسًا للوزراء بفوزه على إيكي بـ 16 صوتًا.